# Glaspas
De Glaspas ligt op de bergkam tussen het dal van Rijn en het westelijker gelegen Safiendal in het Zwitserse kanton Graubünden. De weg begint in Thusis, de plaats waar de wegen naar de Julierpas, Albulapas, Splügenpas en San Bernardinopas samenkomen met de snelweg Lugano-Chur.
De beklimming gaat eerst over een landweg door akkers en velden op de Heinzenberg. Na het laatste dorp Tschapina wordt de weg slechter en smaller maar minder steil. De velden en akkers maken op dit punt plaats voor dichte bossen. Een aantal kilometer voor de pashoogte is het wegdek niet meer geasfalteerd, maar nog wel goed te berijden. Op de 1846 meter hoge pashoogte staat een berghotel te midden van de bergweiden. De piramide van de bijna 3000 meter hoge Piz Beverin is in het zuiden mooi te zien. In het noorden ligt de 2163 meter hoge Tguma.
Aan de westzijde van de Glaspas is geen weg aangelegd. Over een wandelpad kan eventueel het dorp Safienplatz in twee uur bereikt worden.